# Slovensko sociološko društvo
Slovensko sociološko društvo je bilo ustanovljeno leta 1965 in je najstarejše sociološko društvo v Sloveniji. Društvo se vseskozi odziva na aktualno dogajanje v družbi, skrbi pa tudi za izdajanje izvirnih domačih socioloških knjižnih del in je soizdajatelj revije Družboslovne razprave. Društvo je član Evropskega sociološkega združenja. 
Trenutna predsednica društva je Aleksandra Kanjuo Mrčela.

## Zgodovina društva
Društvo je bilo ustanovljeno leta 1965 kot Društvo sociologov Slovenije, leta 1978 pa se je preimenovalo v Slovensko sociološko društvo. Ustanovljeno je bilo, ko je na Oddelku za sociologijo Filozofske fakultete Univerze v Ljubljani že diplomirala večja skupina prve generacije študentk in študentov, ki so se vpisali na samostojni študij sociologije v študijskem letu 1960/61. Začetno članstvo so poleg te skupine »izvirno« izobraženih sociologov predstavljali še tisti družboslovci (prvotno zlasti pravniki in psihologi), ki so sociološko raziskovalno delovali na Inštitutu za sociologijo in filozofijo pri Univerzi v Ljubljani, ustanovljenem 1959.Od začetka sedemdesetih let so se v Društvo včlanjevali zlasti sociologinje in sociologi, ki so diplomirali na Fakulteti za družbene vede (od 1991), nekdanji Fakulteti za sociologijo, politične vede in novinarstvo (preimenovani 1970), ki je bila naslednica Visoke politične šole (ustanovljene 1961). Nanjo je bil v študijskem letu 1966/67 prenesen samostojni dodiplomski študijski program sociologije (takrat se je preimenovalav Visoko šolo za sociologijo, politične vede in novinarstvo), medtem ko se je dvopredmetni študij naprej razvijal na Filozofski fakulteti. V začetku 21. stoletja se je izobraževanju sociologov na FDV in Filozofski fakulteti Univerze v Ljubljani pridružila še Filozofska fakulteta Univerze v Mariboru.
Prvi predsednik društva je bil Zdravko Mlinar. Društvo, ki si je vse od ustanovitve naprej prizadevalo za razvoj in uveljavljanje sociologije kot stroke in znanstvene discipline, na različne načine povezuje poklicno različno dejavne sociologinje in sociologe. V prvih dvajsetih letih so imela pri izvajanju vsebinsko raznolike društvene dejavnosti (npr. organiziranje letnih znanstvenih srečanj, okroglih miz ipd.) pomembno vlogo društva na regionalni ravni, njihova dejavnost pa je po odpravi socialističnega političnega sistema zamrla. Raznolikost raziskovalnega, analitskega ter svetovalnega in pedagoškega dela poklicnih sociologov je od začetka osemdesetih let spodbudilo nastanek sekcij; konec osemdesetih let dvajsetega stoletja jih je v Društvu delovalo že osem.
Pred razmahom informacijsko-komunikacijskih tehnologij je društvo izdajalo informativno glasilo Novice. Društvo skrbi za izdajanje izvirnih domačih socioloških knjižnih del in spodbuja publicistično dejavnost. Tako je od leta 1983 soizdajatelj revije Družboslovne razprave, ki so bile na začetku glasilo Inštituta za sociologijo, od leta 1991 pa izhajajo v sodelovanju s Fakulteto za družbene vede. Po dveletni razpravi je Društvo leta 1992 sprejelo prenovljen Kodeks profesionalne etike, ki predstavlja pomembno sestavino avtonomnega strokovnega delovanja.
V času nekdanje Socialistične federativne republike Jugoslavije so slovenski sociologi (predvsem Z. Mlinar, N. Toš, P. Klinar) odigrali pomembno vlogo v "Jugoslovanskem združenju za sociologijo" – zlasti z usmerjanjem strokovnega zanimanja za pereče probleme obstoja in razvoja jugoslovanske družbe, pa tudi za vprašanja profesionalizacije sociologije (M. Jogan). Tako je, na primer, leta 1972 Društvo pripravilo zelo odmevno posvetovanje o družbenih konfliktih v Portorožu z udeležbo sociologov iz petnajstih držav (62 referatov, skoraj 400 udeležencev), v osemdesetih letih pa je bilo Društvo pobudnik kompleksne obravnave krize v tedanji jugoslovanski družbi (srečanji v Mariboru 1982 in Portorožu 1983) in demokratizacije v slovenski družbi. Društvo je bilo v letih 1970–1990 nosilec mednarodnega povezovanja „Jugoslovanskega združenja za sociologijo“. Ves čas so bili slovenske sociologinje in sociologi dejavni tudi v „Mednarodnem sociološkem združenju“ (ISA), v katerem so imeli vodilne vloge v več kot desetih sekcijah – denimo V. Rus, Z. Mlinar, A. Barbič, ter v devetdesetih letih dvajsetega stoletja pri nastajanju (M. Jogan) in delovanju „Evropskega sociološkega združenja“ (ESA).
Društvo se je vseskozi odzivalo na aktualno dogajanje v družbi, kar je razvidno tako iz tematik letnih srečanj, kakor tudi iz člankov njegovih članic in članov. Družbena angažiranost društva je bila posebej očitna v času demokratizacije v Sloveniji. Nekateri člani društva so sodelovali pri pisanju “pisateljske ustave”. Ta “ustava” je izšla kot Gradivo za slovensko ustavo (Ljubljana: Časopis za kritiko znanosti, 1988).
Slovensko sociološko društvo je član Evropskega sociološkega združenja (ESA), članice in člani pa individualno ali kolektivno tvorno sodelujejo v mnogih njegovih sekcijah. Nazadnje je Društvo na srečanju v Mariboru leta 2012 gostilo njegovo Mrežo za kvalitativno raziskovanje (Research Network for Quantitative Methods RN 21).

## Sekcije društva
Slovensko sociološko društvo sestavlja 11 področnih sekcij: Sekcija za vprašanja družbene blaginje, Sekcija za spol in družbo, Sekcija za socialno delo, Religiološka sekcija, Sekcija za medkulturne študije, Sekcija za sociologijo znanosti, Sekcija za razvojne strategije, Sekcija za sociologijo edukacije, Pedagoška sekcija, Sekcija ekonomija in družba in Terminološka sekcija.

## Letno sociološko srečanje
Osrednji letni dogodek, ki ga organizira Slovensko sociološko društvo, je jesensko Letno srečanje, ki je posvečeno aktualnim družbenim vprašanjem. 
Teme dosedanjih letnih srečanj so bile: Vloga socioloških in politoloških raziskovanj v usmerjanju razvoja na ravni občine (1980), Sociološki preseki slovenske družbe (1981), Integracijski in dezintegracijski procesi v jugoslovanski družbi (1982), Vloga regij v razvoju slovenske družbe (1983), Kvaliteta življenja (1984), Razvoj in kriza družbenih dejavnosti (1985), Znanje kot dejavnik družbenega razvoja (1986), Neformalne dejavnosti v slovenski družbi (1987), Stratifikacijske analize sodobnih družb (1988), Tradicija, modernizem, postmodernizem (1989), Aktualnost misli Maxa Webra (1990), Prispevek Talcotta Parsonsa k razvoju sociološke teorije (1991), Teoretska konvergenca v sodobni sociološki misli (1992), Slovenija dve leti pozneje – kje smo in kam gremo (1993), Slovenija med evropskim centrom in evropsko periferijo (1994), Sociologija ob koncu 20. stoletja – njene meje in možnosti (1995), Sociologija in mitologije na Slovenskem (1996), Nastajanje manjšinske družbe: družbena neenakost – družbena izključenost (1997), Horizonti vsakdanjega življenja (1998), Bogata in revna Slovenija (1999), Uporabnost sociologije (2000),  Sociološki vidiki novih tehnologij (2001), Slovenija 2000 – pregled stanja in sprememb (2002), Družbena gibanja in civilna družba danes (2003), Bologna v Sloveniji: sociološki pogledi na prenovo visokošolskega študija (2004), Varnost in tveganja v sodobni slovenski družbi (2005), Novi srednji razred in družbene spremembe v Sloveniji (2006), Družba med solidarnostjo in tekmovalnostjo (2007), Družba in vrednote (2008), Globalna kriza: razkroj ali priložnost za razvoj? (2009), Družba, kriza, razvoj (2010), Tri desetletja spreminjanja slovenske družbe (2011), Slovenija v času negotovosti (2012), Elite in ljudstvo (2013), Ekonomija in družba (2014), Sociologija med produkcijo vednosti in so-oblikovanjem družbe (2015).

## Predsedniki in predsednice društva
Društvo je do sedaj vodilo 14 predsednikov in predsednic: 
- Zdravko Mlinar (1965-1969),
- Niko Toš (1969-1977),
- Stane Saksida (1977-1980),
- Peter Klinar (1980-1983),
- Ivan Svetlik (1983-1986),
- Ivan Bernik (1986-1988),
- Frane Adam (1988-1992),
- Zinka Kolarič (1992-1995),
- Drago Kos (1995-1998),
- Mitja Hafner-Fink (1998-2001),
- Anton Kramberger (2001-2004),
- Marjan Hočevar (2004-2007),
- Samo Uhan (2007-2010),
- Milica Antić Gaber (2010-16),
- Aleksandra Kanjuo Mrčela (2017-)

## Častni člani in članice
Društvo podeljuje naziv častna članica/ častni član društva. Doslej je ta naziv podelilo trinajstim članicam in članom: Ana Barbič, Sergej Flere, Matjaž Hanžek, Maca Jogan, Marko Kerševan, Peter Klinar, Thomas (Tomaž) Luckmann, Zdravko Mlinar, Zdenko Roter, Veljko Rus, Niko Toš, Katja Boh, Stane Saksida, Zinka Kolarič, Rudi Rizman in Srna Mandič.